# غرانت ديفين
غرانت ديفين هو اقتصادي وسياسي كندي، ولد في 5 يوليو 1944 في ريجاينا في كندا. حزبياً، نشط في حزب ساسكاتشوان المحافظ التقدمي. وقد انتخب عضو المجلس التشريعي من ساسكاتشوان عن دائرة Estevan-Big Muddy ‏ (26 أبريل 1982 – 21 يونيو 1995) وانتخب Premier of Saskatchewan ‏ (8 مايو 1982 – 1 نوفمبر 1991).